# Kostanaj
Kostanaj (kazašsky Қостанай) je město na severu Kazachstánu. Je to hlavní město Kostanajské oblasti. V roce 2014 mělo 217 135 obyvatel. Protéká jím řeka Tobol.

## Dějiny
Město bylo založeno ruskými osadníky v roce 1879 pod jménem Nikolajevsk na počest cara Mikuláše II. V roce 1888 mělo město více než 3000 obyvatel, kteří se zabývali stavbou mlýna a pivovaru. V roce 1893 získal status města a po převzetí kontroly Rudou armádou v roce 1918 změnil jméno na Kostanaj. V roce 1936 se stal hlavním městem nově vzniklé Kostanajské oblasti.